# 율곡초등학교 (경북)
율곡초등학교는 대한민국 경상북도 김천시에 있는 초등학교다. 2017년 전교생이 약 1200명을 달성했다. 율곡동에 생긴 첫 초등학교이자 최대 초등학교이다.

## 학교 연혁
- 2014.03.01 제1대 권명준 교장 부임
- 2014.03.01 율곡초등학교 개교(6학급 103명)
- 2014.08.20 7학급 편성
- 2014.10.01 개교기념식 거행
- 2015.03.01 14학급 편성(306명)
- 2015.08.28 20학급 편성(562명)
- 2015.09.01 제2대 이숭화 교장 부임
- (아시는분 채워주세요) 제3대 이삼영 교장 부임
- 2019.09.01 제4대 구서영 교장 부임

## 같이 보기
- 2019년 경상북도교육청이 지정한 학교관경 시범학교로 지정되었다.

## 참고 자료
- 율곡초등학교 - 한국교육학술정보원 학교알리미